# ویدون بک
ویدون بک (به انگلیسی: Weedon Bec) یک روستا و محله مدنی در بریتانیا است که در Daventry واقع شده‌است. ویدون بک ۲٬۷۰۶ نفر جمعیت دارد.